# Plagiostachys crocydocalyx
Plagiostachys crocydocalyx là một loài thực vật có hoa trong họ Gừng. Loài này được (K.Schum.) B.L.Burtt & R.M Sm. miêu tả khoa học đầu tiên năm 1972.